# Вища школа (журнал)
«Вища школа»  — науково-практичний журнал з питань діяльності закладів вищої освіти та підготовки кадрів вищої кваліфікації, заснований у 2001 році. На сторінках журналу регулярно публікуються статті відомих в Україні науковців, керівників, викладачів закладів вищої освіти, найважливіші документи Міністерства освіти і науки, молоді та спорту України, комплексно висвітлюється досвід діяльності українських та зарубіжних вищих навчальних закладів.
Журнал внесено до Переліку наукових фахових видань України, в яких можуть публікуватися результати дисертаційних робіт з педагогіки (Постанова президії ВАК України від 22.12.2010 № 1-05/8) та філософії (Постанова президії ВАК України від 01.07.2010 № 1-05/5) на здобуття наукових ступенів доктора і кандидата наук. Мова  видання: українська.

## Тематична спрямованість журналу
- становлення та перспективи розвитку вищої освіти в Україні;
- досвід функціонування провідних держав світу та можливість використання цього досвіду в Україні.

## Рубрики журналу
- Прес-служба МОН України інформує
- Візитна картка
- Освіта і суспільство
- Наші інтерв′ю
- Зарубіжний досвід
- Сучасні освітні технології
- ІТ-освіта в Україні
- Болонський процес
- Рецензії
- Документи

## Додаткова інформація
Видання зареєстровано в Міністерстві юстицій України. Свідоцтво КВ № 12864-1748ПР від 27.06.2007.

## Видавець
Видавництво «Знання»
Адреса редакції: вул. Стрілецька, 28, м. Київ, 01030, Україна